# Eremocosta titania
Espèce
Synonymes
- Eremorhax titania Muma, 1951

Eremocosta titania est une espèce de solifuges de la famille des Eremobatidae.

## Distribution
Cette espèce est endémique des États-Unis. Elle se rencontre en Californie et au Nevada.

## Description
Les mâles mesurent de 26,0 à 35,0 mm et les femelles de 37,0 à 48,0 mm.

## Publication originale
- Muma, 1951 : The Arachnid order Solpugida in the United States. Bulletin of the American Museum of Natural History, no 97, p. 31-141 (texte intégral).